# إيبا لوند
إيبا لوند (بالدنماركية: Ebba Lund)‏ هي عالمة فيروسات دنماركية، ولدت في 22 سبتمبر 1923 في كوبنهاغن في الدنمارك، وتوفي بنفس المكان في 21 يونيو 1999.